# Guerra da Bósnia
A Guerra da Bósnia foi um conflito armado que ocorreu entre abril de 1992 e dezembro de 1995 na região da Bósnia e Herzegovina. A guerra envolveu vários lados. De acordo com numerosos relatos do Tribunal Penal Internacional para a ex-Iugoslávia os países envolvidos no conflito foram a Bósnia e a República Federal da Iugoslávia (Sérvia e Montenegro, mais tarde), bem como a Croácia. De acordo com uma sentença do Tribunal Internacional de Justiça, a Sérvia deu apoio militar e financeiro para as forças sérvias que consistiam no Exército Popular Iugoslavo, o Exército da República Sérvia, o Ministério do Interior Sérvio, o Ministério do Interior da República Sérvia, e Forças de Defesa Territorial da Sérvia. A Croácia deu apoio militar às forças croatas da autoproclamada República Croata da Herzeg-Bósnia. As forças do governo bósnio foram lideradas pelo Exército da República da Bósnia e Herzegovina. Estas facções mudaram objetivos e fidelidades diversas vezes em várias fases da guerra.
A guerra foi causada por uma combinação complexa de fatores políticos e religiosos: o fervor nacionalista, crises políticas, sociais e de segurança que se seguiu ao fim da Guerra Fria e a queda do comunismo na antiga Iugoslávia. E também, devido ao envolvimento dos países vizinhos como a Croácia e a República Federal da Iugoslávia; houve longa discussão sobre se o conflito foi uma guerra civil ou uma guerra de agressão. A maioria dos bosníacos, croatas, muitos políticos ocidentais e organizações de direitos humanos alegam que a guerra foi uma guerra de agressão com base no Acordo de Karađorđevo entre os sérvios e croatas, enquanto os sérvios geralmente consideram que se tratou de uma guerra civil.
Com o início da desintegração da ex-Iugoslávia em 1991 com a independência da Croácia e Eslovênia, os líderes nacionalistas bósnios sérvios como Radovan Karadžić e sérvios como Slobodan Milošević tinham como objetivo principal fazer com que todos os sérvios - espalhados por todas as repúblicas que formavam a antiga Iugoslávia - vivessem num mesmo país. Em fevereiro de 1992, o povo da Bósnia e Herzegovina decide em referendo pela independência da República Socialista Federativa da Iugoslávia, em uma votação boicotada pelos bósnios sérvios. A seção do Exército Popular Iugoslavo na Bósnia e Herzegovina foi fiel ao referendo realizado no Exército da República da Bósnia e Herzegovina (ARBH), enquanto os sérvios formaram o Exército da República Sérvia (ERS). No início, os sérvios ocuparam 70% do território da Bósnia e Herzegovina, porém ao unir forças do Conselho de Defesa da Croácia e da Armada da República da Bósnia e Herzegovina a guerra tomou outro rumo e as forças sérvias foram derrotadas na batalha da Bósnia Ocidental. O envolvimento da OTAN em 1995 contra posições do Exército da República Sérvia internacionalizou o conflito, mas apenas na sua fase final. A aliança bosníaco-croata ocupou 51% do território da Bósnia e Herzegovina e chegou às portas de Banja Luka. Vendo a sua capital de fato ameaçada, os líderes sérvios assinaram o armistício e a guerra terminou oficialmente com a assinatura do Acordo de Dayton em Paris, em 14 de dezembro de 1995.
Envolveu os três grupos étnicos e religiosos da região: os sérvios cristãos ortodoxos, os croatas católicos romanos e os bósnios muçulmanos. É o conflito mais prolongado e violento da Europa desde o fim da Segunda Guerra Mundial, com duração de 1 606 dias. A guerra durou pouco mais de três anos e causou cerca de 200 mil vítimas entre civis e militares e 1,8 milhões de deslocados, de acordo com relatórios recentes. Do total de 97 207 vítimas documentadas, 65% eram muçulmanos bósnios, 25% sérvios e 8% croatas. Entre as vítimas civis, 83% eram bosníacos, 10% sérvios e mais de 5% eram croatas, seguido por um pequeno número de outros povos, como os albaneses e Romani. Pelo menos 30% das vítimas civis bósnias eram mulheres e crianças.
De acordo com um relatório de 1995 detalhados sobre a guerra feitos pela Agência Central de Inteligência, 90% dos crimes de guerra da Guerra da Bósnia foram cometidos pelos sérvios. De acordo com especialistas jurídicos, a partir de início de 2008, 45 sérvios, 12 croatas e 4 bosníacos foram condenados por crimes de guerra pelo TPI em conexão com as guerras balcânicas da década de 1990. Ambos, sérvios e croatas, foram indiciados e condenados por crimes de guerra sistemáticos (empresa mista penal), enquanto os bosníacos apenas dos entes(?) individuais. Alguns líderes do alto escalão político dos sérvios (Momčilo Krajišnik e Biljana Plavšić), bem como croatas (Dario Kordić) foram condenados por crimes de guerra, enquanto outros estão atualmente em julgamento (Radovan Karadzic e Jadranko Bozovic). Genocídio é o mais grave crime de guerra em que os sérvios foram condenados; crimes contra a humanidade, uma segunda acusação apenas na gravidade do genocídio (ou seja, a "limpeza étnica"), para os croatas; e violações das Convenções de Genebra para os bosníacos.

## Dissolução da Iugoslávia
A guerra na Bósnia e Herzegovina está relacionada com a dissolução da Iugoslávia. A crise apareceu na Iugoslávia, com o enfraquecimento do sistema comunista, que por sua vez fazia parte de grandes mudanças que ocorreram no mundo após o fim da Guerra Fria. No caso da Iugoslávia, o Partido Comunista da Iugoslávia foi perdendo seu poder ideológico, sob o domínio das ideologias nacionalistas e separatistas no final de 1988 e início de 1989. Essa mudança é perceptível principalmente na Sérvia e Croácia, menos na Bósnia e Herzegovina, e menos ainda na Eslovênia e Macedônia do Norte.
Este processo acelerou a entrada de Slobodan Milošević à cena política na Sérvia, um homem que começou sua carreira política como uma resposta ao despertar de ideologias nacionalistas e se posicionou como um líder moral dos sérvios no Kosovo em 1989. Os objetivos da política de Milosevic eram consolidar seu próprio poder e conseguir o domínio da Federação Iugoslava, incluindo o domínio da Sérvia que era a república mais populosas da federação. Logo, cimentaria um controle rigoroso das políticas sérvias.
Para atingir estes objetivos, Milosevic planejou vários processos que levaram à instalação de seu gabinete político, principalmente em Voivodina e Montenegro. A crise na ex-Iugoslávia se aprofundou após o colapso do governo do Kosovo, que tinha uma maioria albanesa. Continuando este processo, Milosevic tomou o controle de quase a metade da Iugoslávia e com os votos adicionais facilmente influenciou as decisões do governo federal. A esta situação outras repúblicas reagem, começando com a Eslovénia.
No 14ª Congresso do Partido Comunista, realizado em 20 de janeiro de 1990, Milosevic implementou o seu domínio pela primeira vez, bloqueando várias emendas constitucionais propostas pela delegação eslovena em uma tentativa de restaurar o equilíbrio de poder na Federação. O Congresso terminou com as delegações eslovena e croata deixando a reunião, o que pode ser considerado como o início da dissolução da Iugoslávia.
A crise se aprofundou quando elementos nacionalistas tomaram o poder para ir contra a política de Milosevic, incluindo o croata Franjo Tudjman que foi o mais proeminente. A Eslovénia e a Croácia iniciaram logo após, um processo que levou à sua independência, provocando um conflito armado. Este foi particularmente intenso na Croácia, que tinha uma substancial população sérvia.

## Situação pré-guerra na Bósnia e Herzegovina
A Bósnia e Herzegovina é historicamente um Estado multiétnico. Segundo o censo de 1991, a Bósnia e Herzegovina tinha uma população de 4 354 911 habitantes, divididos da seguinte forma:
- Bósnios, 43,7%;
- Sérvios, 31,3%;
- Croatas, 17,3%;
- Iugoslavos, 5,5% (consideram a si próprios como iugoslavos, na ex-Iugoslávia a população que se declarou a si próprio como iugoslavo foi de apenas 1%).

Há uma forte correlação entre a identidade étnica e religião:
- 90% dos bósnios são muçulmanos;
- 93% dos sérvios-bósnios são cristãos ortodoxos;
- 88% dos croatas-bósnios são católicos.

Nas primeiras eleições multipartidárias realizadas em novembro de 1990 na Bósnia e Herzegovina, venceram os três principais partidos étnicos no país: o Partido da Ação Democrática Bósnia, o Partido Democrático Sérvio e da União Democrática Croata.
As partes dividiram o poder entre grupos étnicos diferentes: enquanto o presidente de governo da República Socialista da Bósnia e Herzegovina foi um bósnio, o presidente do Parlamento um bósnio-sérvio e o primeiro-ministro um croata.

### Nacionalismo
Com o fim dos regimes socialistas, a partir da desintegração da União das Repúblicas Socialistas Soviéticas (URSS), emergem as diferenças étnicas, culturais e religiosas entre as seis repúblicas que formam a Iugoslávia, impulsionando movimentos pela independência. Na Bósnia e Herzegovina cresce o nacionalismo sérvio que quer restaurar a chamada Grande Sérvia, formada por Sérvia e Montenegro, parte da Croácia e quase toda a Bósnia. Quando os bósnios decidem pela independência do país e os sérvios não aceitam, os combates entre os dois grupos intensificam-se. A situação de guerra civil é caracterizada em abril de 1992.

### Criação da "República Sérvia da Bósnia e Herzegovina"
Os membros sérvios do parlamento, que consistiam principalmente do Partido Democrático Sérvio e outros representantes dos partidos que formavam a Assembleia Independente dos Membros do Parlamento abandonaram o Parlamento central de Sarajevo, e formaram a Assembleia do povo sérvio da Bósnia e Herzegovina, em 24 de outubro de 1991, que marcou o final da coligação tri-étnica que governava após as eleições de 1990. Esta Assembleia estabeleceu a República Sérvia da Bósnia e Herzegovina, em 9 de janeiro de 1992, que se converteu na República Sérvia, em agosto de 1992. O propósito oficial deste ato, o que é afirmado no texto original da Constituição da República Sérvia, e seria posteriormente alterada, era preservar a Federação Iugoslava.

### Criação da "República Croata da Herzeg-Bósnia"

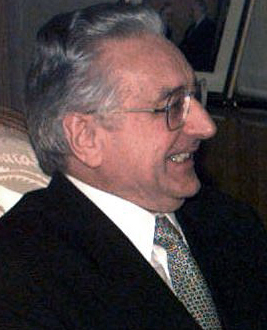
Franjo Tuđman, líder nacionalista croata.

Durante as guerras da Iugoslávia, os objetivos dos nacionalistas da Croácia foram compartilhados pelos nacionalistas croatas na Bósnia e Herzegovina. O governo da República da Croácia, a União Democrática Croata (HDZ), organizava e controlava a filial do partido na Bósnia e Herzegovina. No final de 1991, os elementos mais radicais do partido, liderados por Mate Boban, Dario Kordić, Jadranko Prlić, Ignac Koštroman e líderes locais como Anto Valenta, e com o apoio de Franjo Tuđman e Gojko Šušak, tomaram o controle efetivo do partido. Em 18 de novembro de 1991, o ramo partido na Bósnia e Herzegovina, proclamou a existência da República Croata da Herzeg-Bósnia, como uma separação "política, cultural, económica e territorial" no território da Bósnia e Herzegovina.

### Referendo sobre a independência da Bósnia e Herzegovina
Depois da Eslovênia e da Croácia declararem, em 1991, sua independência da República Socialista Federativa da Iugoslávia, a Bósnia e Herzegovina também organizou um referendo sobre a independência. A decisão do Parlamento da República Socialista da Bósnia e Herzegovina, sobre a realização do referendo foi tomada depois de que a maioria dos membros sérvios haviam deixado a Assembleia Parlamentar em protesto.
Esses servo-bósnios, membros da assembleia convidaram a população sérvia para boicotar o referendo realizado em 29 de fevereiro e 1 de março de 1992. A participação no referendo foi de 67% e o resultado foi de 99,43% a favor da independência. Assim, a independência foi declarada em 5 de março de 1992 pelo Parlamento. O referendo em si e o assassinato de um sérvio em um casamento no dia anterior ao referendo foram usados pelos líderes políticos sérvios como um pretexto para começarem a bloqueios de estradas em protesto.

### Acordo de Karadjordjevo
As discussões entre Franjo Tuđman e Slobodan Milosevic, que incluíam "… a divisão da Bósnia e Herzegovina entre a Sérvia e a Croácia." ocorridas logo em março de 1991 ficaram conhecidas como Acordo de Karadjordjevo. Após a declaração de independência da República da Bósnia e Herzegovina, os sérvios atacaram diversas partes do país. A administração do Estado da Bósnia e Herzegovina efetivamente deixou de funcionar depois de ter perdido o controle sobre todo o território. Os sérvios queriam todos os territórios onde os sérvios eram a maioria, a leste e oeste da Bósnia. Os croatas e seu líder, Franjo Tuđman, também visam garantir partes da Bósnia e Herzegovina, à Croácia. As políticas da República da Croácia e de seu líder Franjo Tuđman para a Bósnia e Herzegovina nunca foram totalmente transparentes e sempre incluíram como objetivo final o de expandir as fronteiras da Croácia. Os bósnios foram um alvo fácil, porque as forças do governo bósnio estavam mal equipadas e despreparadas para a guerra.

### Embargo de armas
Em 25 de setembro de 1991, o Conselho de Segurança das Nações Unidas aprovou a Resolução 713 do CSNU, que impôs um embargo de armas em toda a antiga Iugoslávia. O bloqueio prejudica o Exército da República da Bósnia e Herzegovina, principalmente porque a Sérvia herdou a maioria das armas do arsenal do antigo Exército Popular Iugoslavo e o Exército croata poderia conseguir armas contrabandeado através da sua costa. Mais de 55% dos arsenais e quartéis da ex-Iugoslávia se encontravam na Bósnia por causa de seu terreno montanhoso, em antecipação de uma guerra de guerrilha, mas muitas dessas fábricas estavam sob o controle sérvio (como a fábrica de Unis Pretis em Vogošća), e outras estavam inoperantes devido à falta de eletricidade e de matérias-primas. O governo bósnio pressionou para o levantamento do embargo, mas contra o Reino Unido, França e Rússia. O Congresso dos Estados Unidos aprovou duas resoluções pedindo o cancelamento do embargo, mas ambos foram vetados pelo presidente Bill Clinton, por medo de criar um racha entre os Estados Unidos e os países mencionados. No entanto, os EUA realizaram várias operações, incluindo os grupos islâmicos para o fornecimento de armas para as forças do governo bósnio através da Croácia.

## Andamento da guerra
O Exército Popular Iugoslavo (JNA) deixou oficialmente a Bósnia e Herzegovina em 12 de maio de 1992, pouco após a independência ser declarada em abril de 1992. No entanto, a maior parte da cadeia de comando, armamento e altos militares, incluindo o general Ratko Mladić, permaneceram na Bósnia e Herzegovina no Exército da República Sérvia (VRS). Os croatas organizaram uma formação militar defensiva própria chamada Conselho de Defesa Croata como as forças armadas da autoproclamada Herzeg-Bósnia, e as Forças de Defesa da Croácia (HOS). A maioria dos bósnios organizaram o Exército da República da Bósnia e Herzegovina (RBiH). Esse exército tinha um grande número de não bósnios (cerca de 25%), especialmente no 1.º Corpo de Sarajevo. O vice-comandante do quartel-general do Exército Bósnio, foi o general Jovan Divjak, a mais alta hierarquia de etnia sérvia no exército bósnio. O General Stjepan Šiber, de etnia croata foi o segundo vice-comandante. O Presidente Alija Izetbegović também nomeou o coronel Blaž Kraljević, comandante das Forças de Defesa Croata na Herzegovina, como um membro do Quartel do Exército bósnio, sete dias antes do assassinato de Kraljević, a fim de montar uma frente multiétnica de defesa Bósnia.
Várias unidades paramilitares operavam na guerra da Bósnia: as sérvias "Águias Brancas" (Beli Orlovi), "Tigres de Arkan", "Guarda Voluntária Sérvia"; as bósnias "Liga Patriótica" e os "Boinas Verdes" e as croatas "Forças de Defesa Croata". Os paramilitares sérvios e croatas que participaram voluntariamente foram apoiados por partidos políticos nacionalistas da Sérvia e Croácia. Existem alegações sobre o envolvimento da polícia secreta sérvia e croata no conflito.
Os sérvios receberam apoio de combatentes cristãos eslavos de países como a Rússia. Os voluntários gregos são acusados de terem tomado parte no massacre de Srebrenica, pois içaram a bandeira da Grécia em Srebrenica, quando a cidade caiu para os sérvios.
Alguns combatentes radicais ocidentais, bem como numerosos indivíduos da área cultural do cristianismo ocidental lutaram como voluntários para os croatas, incluindo voluntários neo-nazistas da Alemanha e da Áustria. O Neonazista sueco Jackie Arklöv foi acusado de crimes de guerra após o seu regresso à Suécia. Mais tarde, ele confessou ter cometido crimes de guerra contra civis bósnios muçulmanos em campos croatas de Heliodrom e Dretelj como um membro das forças croatas.
Os bósnios receberam apoio de grupos islâmicos vulgarmente conhecidos como "guerreiros santos" (Mujahideen). Segundo alguns relatos de ONGs americanas, houve também várias centenas de Guardas Revolucionários Iranianos ajudando o governo bósnio durante a guerra.
No início da guerra da Bósnia, as forças servo-bósnias atacaram a população civil muçulmana no leste da Bósnia. Uma vez que as cidades e aldeias estavam firmemente em suas mãos, as forças sérvias - militares, policiais, paramilitares e, por vezes, os moradores sérvios - aplicaram a expulsão de sus habitantes (limpeza étnica), que em ocasiones incluiu violações e assassinatos. Casas e apartamentos foram sistematicamente saqueados ou queimados, os civis foram caçados ou capturados, e algumas vezes espancados ou mortos durante o processo. Homens e mulheres foram separados, com muitos dos homens detidos nos campos. As mulheres foram mantidas em diversos centros de detenção onde tiveram que viver em condições higiênicas intoleráveis, onde eram maltratadas em muitos aspectos, inclusive sendo violentadas repetidamente. Soldados ou policiais sérvios viriam a estes centros de detenção, selecionar uma ou mais mulheres, tirá-las e estuprá-las. Os sérvios tinham superioridade devido ao armamento pesado (apesar de menos recursos humanos) que lhes foi dado pelo antigo Exército Popular Iugoslavo e de controles estabelecidos na maioria das áreas onde os sérvios tinham maioria relativa, mas também em áreas onde eram uma minoria significativa em regiões urbanas e rurais, excluindo grandes cidades como Sarajevo e Mostar. Os líderes militares e políticos sérvios, receberam a maioria das denúncias de crimes de guerra no Tribunal Penal Internacional para a ex-Iugoslávia, muitos dos quais foram condenados após a guerra nos julgamentos.
A maior parte da capital Sarajevo esteve predominantemente em mãos bósnias, embora o governo oficial da República da Bósnia e Herzegovina continuou a funcionar na sua com relativa composição multiétnica. Nos 44 meses do cerco, o terror contra Sarajevo e seus moradores variaram em sua intensidade, mas o propósito sempre foi o mesmo: infligir o maior sofrimento possível aos civis a fim de forçar as autoridades bósnias a aceitar as exigências sérvias. O Exército da República Sérvia cercou a cidade (alternativamente, as forças sérvias situam-se nos arredores de Sarajevo o chamado "Anel ao redor de Sarajevo"), colocando tropas e artilharia nas colinas circundantes, que se tornaria o mais longo cerco da história da guerra moderna, que durou quase 4 anos.
Inúmeros acordos de cessar-fogo foram assinados, e violados novamente quando um dos lados se sentia em desvantagem. As Nações Unidas repetidamente, mas sem sucesso, tentou parar a guerra e o muito elogiado Plano de Paz Vance-Owen teve pouco impacto.

## Vítimas
O número de mortos após a guerra foi inicialmente estimado em cerca de 200 mil pelo governo bósnio. Também se registrou cerca de 1 326 000 refugiados e exilados.
Uma pesquisa realizada por Tibeau e Bijak em 2004, identificou um número de 102 mil óbitos e estimou a seguinte repartição: 55 261 eram civis e 47 360 soldados. De civis: foram 16,7 mil sérvios, enquanto 38 mil bósnios e croatas. Dos soldados, 14 mil foram os sérvios, os croatas foram 6 mil, e os bósnios 28 mil.
Outra investigação foi conduzida pelo Centro de Pesquisa e Documentação de Sarajevo (RDC), baseado na criação de listas e bases de dados, em vez de fornecer estimativas. Estudos populacionais do Tribunal Penal Internacional para a ex-Iugoslávia na unidade de Haia, forneceu um número similar de mortes, mas um pouco diferente em distribuição étnica. Em outubro de 2006, a contagem do número de vítimas chegou a 97 884. Outras investigações ainda estão em curso.
Em 21 de junho de 2007 o Centro de Pesquisa e Documentação de Sarajevo publicou a pesquisa mais ampla sobre as vítimas da guerra na Bósnia e Herzegovina intitulada "O Livro bósnio dos Mortos", um banco de dados que revela 97 207 nomes de cidadãos falecidos e desaparecidos durante a guerra de 1992-1995. Uma equipe internacional de especialistas avaliou os resultados antes de serem publicados. Mais de 240 mil dados foram recolhidos, processados, analisados e avaliados por uma equipe internacional de especialistas para obter o número final de mais de 97 mil nomes de vítimas, pertencentes a todas as nacionalidades. Dos 97 207 óbitos documentados na Bósnia e Herzegovina, 83% das vítimas eram civis bósnios, 10% das vítimas eram civis sérvios e mais de 5% das vítimas eram civis croatas, seguido por um pequeno número de outros, como a etnia Roma ou albaneses. A percentagem de vítimas bósnias poderia ser maior, pois sobreviventes de Srebrenica relataram seus entes queridos como 'soldados' para obterem acesso aos serviços e benefícios sociais do governo. O número total de mortes poderá aumentar em até 10 mil em todo o país por causa de investigações em curso.
As grandes discrepâncias em todas estas estimativas são geralmente devido à definições inconsistentes do que pode ser considerado como vítimas da guerra. Alguns estudos estimam apenas as vítimas diretas da atividade militar, enquanto outros calculam também as vítimas indiretas, como aqueles que morreram como resultado de duras condições de vida, fome, frio, doença ou acidente causado indiretamente pela guerra. Também ocorrem valores mais elevados quando muitas das vítimas foram listadas duas ou três vezes, tanto de civis como de militares, além de que pouca ou nenhuma comunicação e coordenação entre essas listas podem existir em condições de guerra. No entanto, a maioria dos estudos independentes não foi aprovada por nenhum dos governos envolvidos no conflito e não existem resultados oficiais aceitáveis para todas as partes.
Não se deve esquecer que também houve baixas significativas por tropas internacionais na Bósnia e Herzegovina. Cerca de 320 soldados da UNPROFOR foram mortos durante o conflito.

## Crimes de Guerra

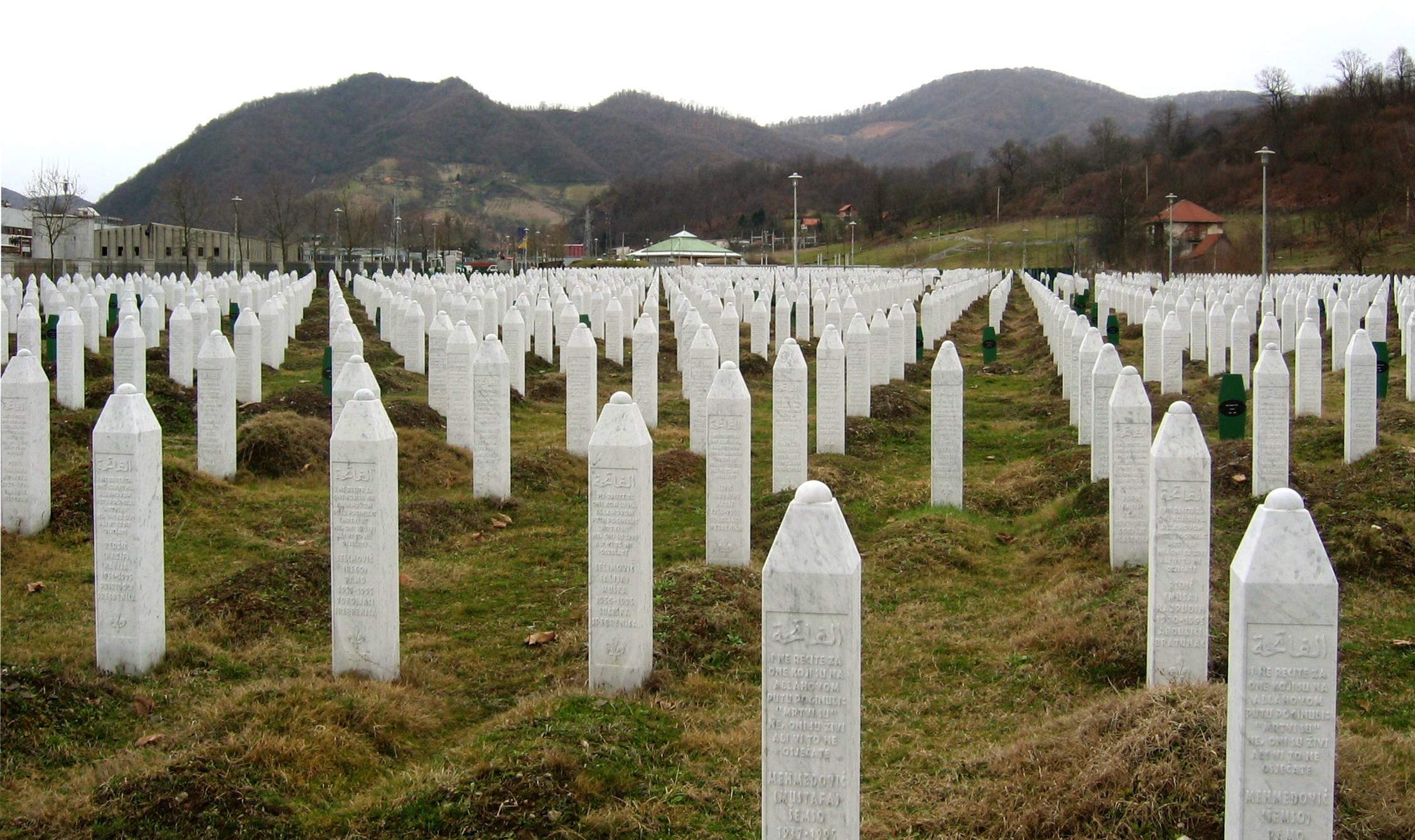
O cemitério no Memorial de Srebrenica-Potočari e as Vítimas do Genocídio

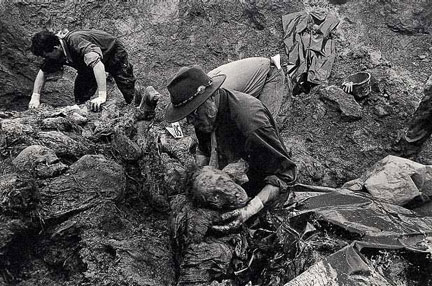
Exumações de Srebrenica em 1996

### Limpeza étnica
Nas áreas ocupadas, os sérvios da Bósnia fazem a chamada "limpeza étnica": expulsão dos não sérvios, massacre de civis, prisão da população de outras etnias e reutilização dos campos de concentração da Segunda Guerra Mundial. A "limpeza étnica" implicou também a intimidação, expulsão forçada e morte de grupos étnicos indesejáveis, assim como a destruição dos restos físicos do grupo étnico, como locais de culto, cemitérios e edifícios culturais e históricos. De acordo com inúmeros relatos do Tribunal Penal Internacional para a ex-Iugoslávia, as forças sérvias e croatas realizaram a "limpeza étnica" em seus territórios, como planejado por seus líderes políticos, a fim de criar Estados etnicamente "puros" (República Sérvia e a República Croata da Herzeg-Bósnia). Por outro lado, as forças sérvias cometeram o massacre de Srebrenica, no final da guerra, descrita pelo Tribunal como genocídio. Além disso, as forças bósnias, especialmente paramilitares vindos de países árabes, mujahideens, também realizaram a "limpeza étnica" em aldeias de maioria sérvia.

### Violações em massa
Durante a guerra da Bósnia ocorreram abusos sexuais de meninas e mulheres que mais tarde seriam conhecidos como fenômenos de estupros em massa. Entre 20 mil a 44 mil mulheres foram sistematicamente violentadas pelas forças sérvias. Estes atos foram realizados no leste da Bósnia, durante os massacres de Foca e em Grbavica, durante o cerco de Sarajevo. Em menor escala, há evidências de que unidades bósnias também realizaram esta prática com as mulheres sérvias em Kamenica, Rogatica, Kukavice, Milici, Klisa, Zvornik e outras cidades. Estes fatos não foram julgados pelo tribunal por serem considerados de forma isolada. No entanto, após este conflito a violação foi reconhecida pela primeira vez como arma de guerra, utilizada como uma ferramenta de limpeza étnica e genocídio.

### Genocídio
Um julgamento foi realizado no Tribunal Internacional de Justiça, na sequência de um processo aberto em 1993 pela Bósnia e Herzegovina contra a Sérvia e Montenegro acusando-o de genocídio. O Tribunal Internacional de Justiça (CIJ) em sua sentença de 26 de fevereiro de 2007 determinou que a Sérvia não foi responsável pelo genocídio cometido pelas forças sérvias-bósnias no massacre de Srebrenica em 1995. O TIJ concluiu, no entanto, que a Sérvia não conseguiu agir para evitar o massacre de Srebrenica, e não puniu aqueles considerados responsáveis, em particular o general Ratko Mladic e o primeiro-ministro sérvio-bósnio Radovan Karadzic. Ambos são acusados pelo Tribunal Penal Internacional para a ex-Iugoslávia, sob a acusação de crimes de guerra e genocídio.

## Negociação

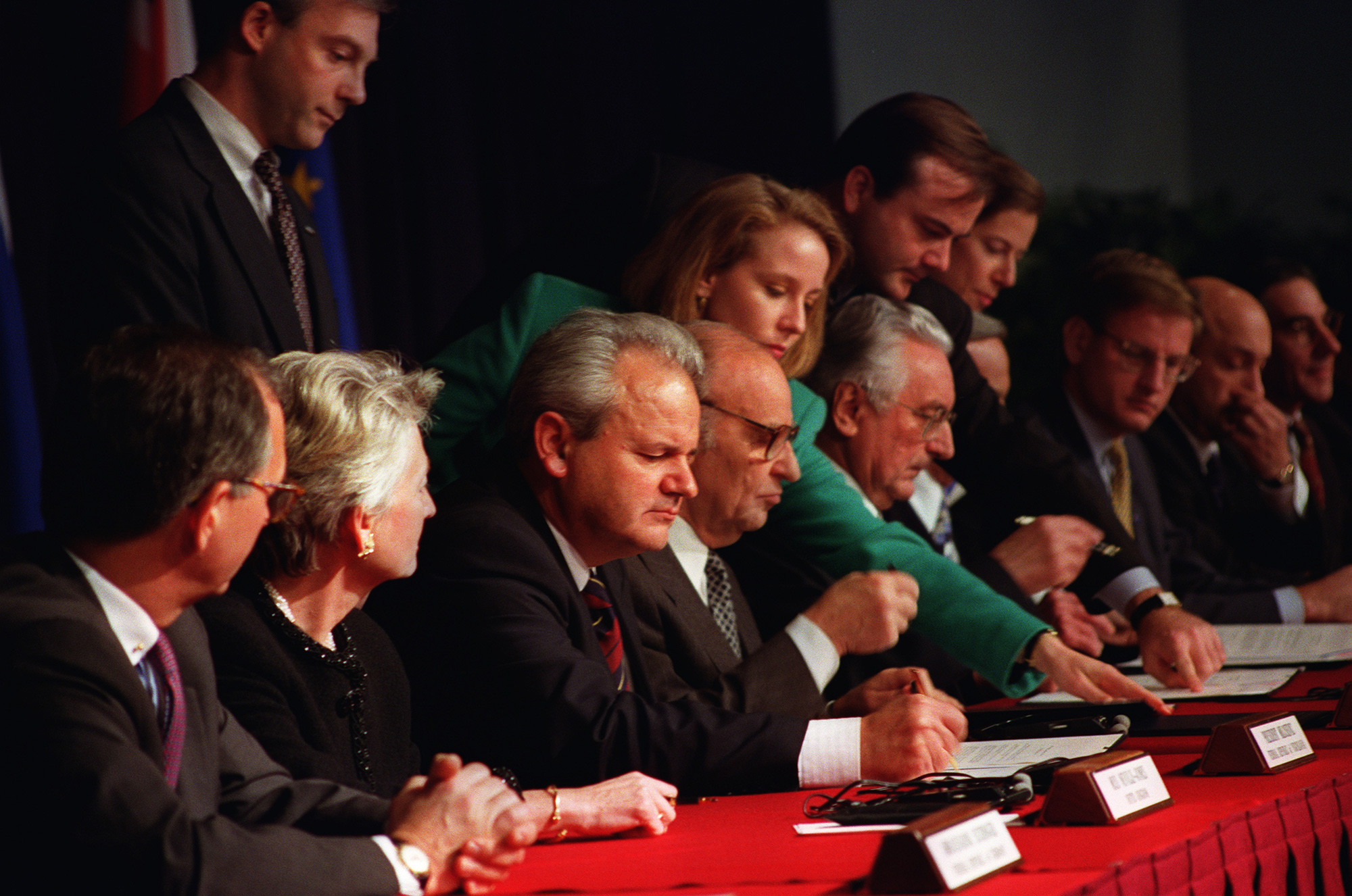
Sentados da esquerda para direita: Slobodan Milošević, Alija Izetbegović, Franjo Tuđman durante a assinatura do acordo de paz definitivo, em Paris, em 14 de dezembro de 1995

Um acordo proposto pelos EUA, negociado em Dayton, Ohio, é assinado formalmente em dezembro de 1995, em Paris. Ele prevê a manutenção do Estado da Bósnia e Herzegovina com suas fronteiras atuais, dividido em uma Federação Muçulmano-Croata, que abrange 51% do território, e em uma República Bósnia-Sérvia, que ocupa os 49% restantes. É previsto um governo único entregue a uma representação de sérvios, croatas e bósnios. Em 1996, a missão de paz da ONU na região é assumida pelas tropas da Força de Implementação da Paz, da Otan, com sessenta mil militares e mandato até dezembro de 1996. Para reforçar o Acordo de Dayton, várias vezes sob ameaça, os EUA realizam no decorrer do ano reuniões em Roma e Genebra.

## Tribunal de Haia
Em Maio de 1996, o Tribunal Internacional de Haia inicia o julgamento de 57 suspeitos de crimes de guerra. Os acusados mais importantes são o líder sérvio Radovan Karadzic, presidente do Partido Democrático Sérvio e da República Sérvia (Srpska), e seu principal comandante militar, o general Ratko Mladic. Ambos são responsáveis pelo massacre ocorrido na cidade de Srebrenica, no qual 3 mil refugiados bósnios muçulmanos foram executados e enterrados em fossas e 6 mil encontram-se desaparecidos. Em maio de 1997, o Tribunal de Haia condena o servo-bósnio Dusan Tadic a 20 anos de prisão por crime contra a humanidade em virtude da participação no extermínio de muçulmanos na Bósnia.

## Galeria de mapas

Antiga Iugoslávia durante a guerra.
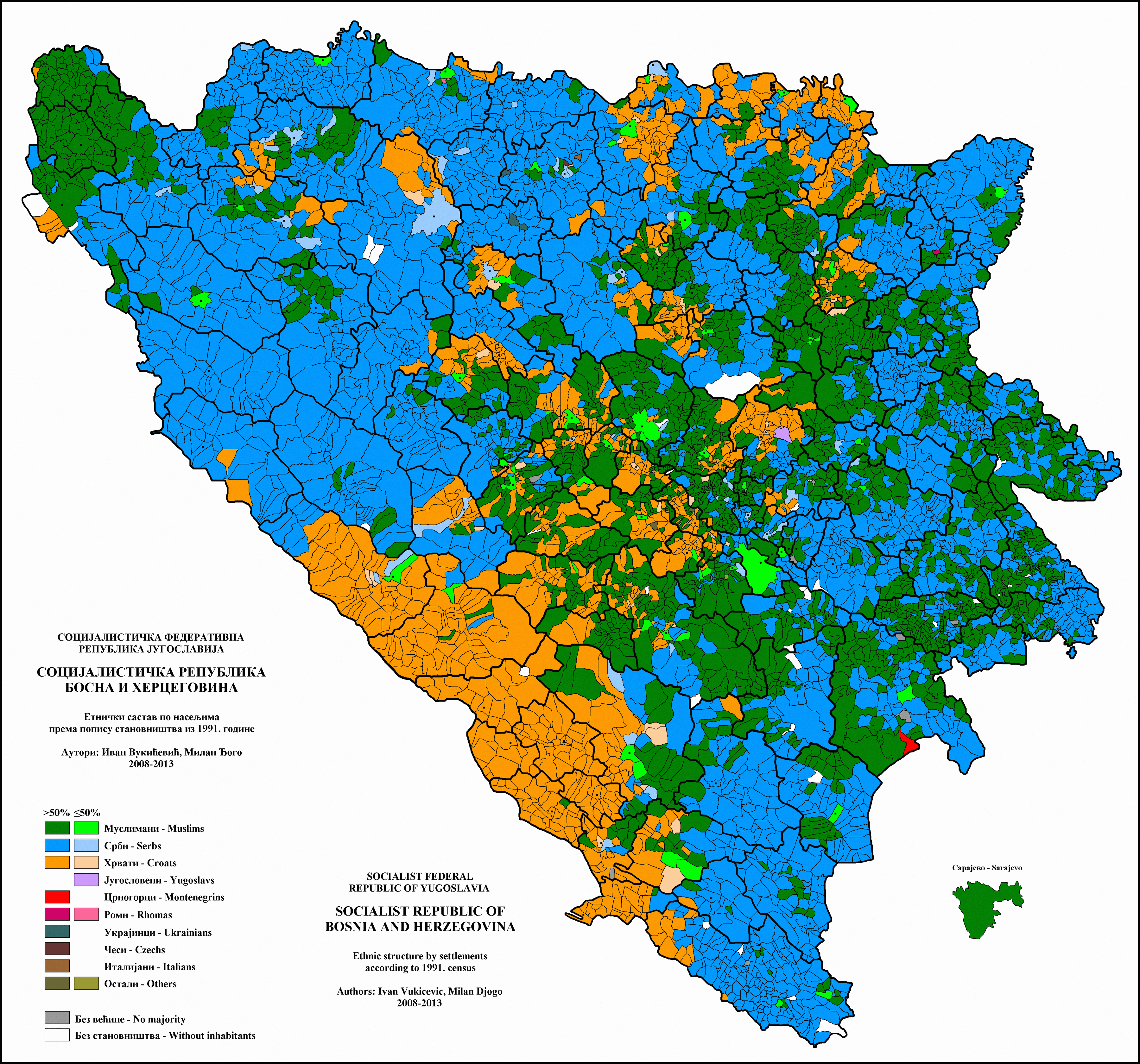
Composição étnica em 1991 por municípios.
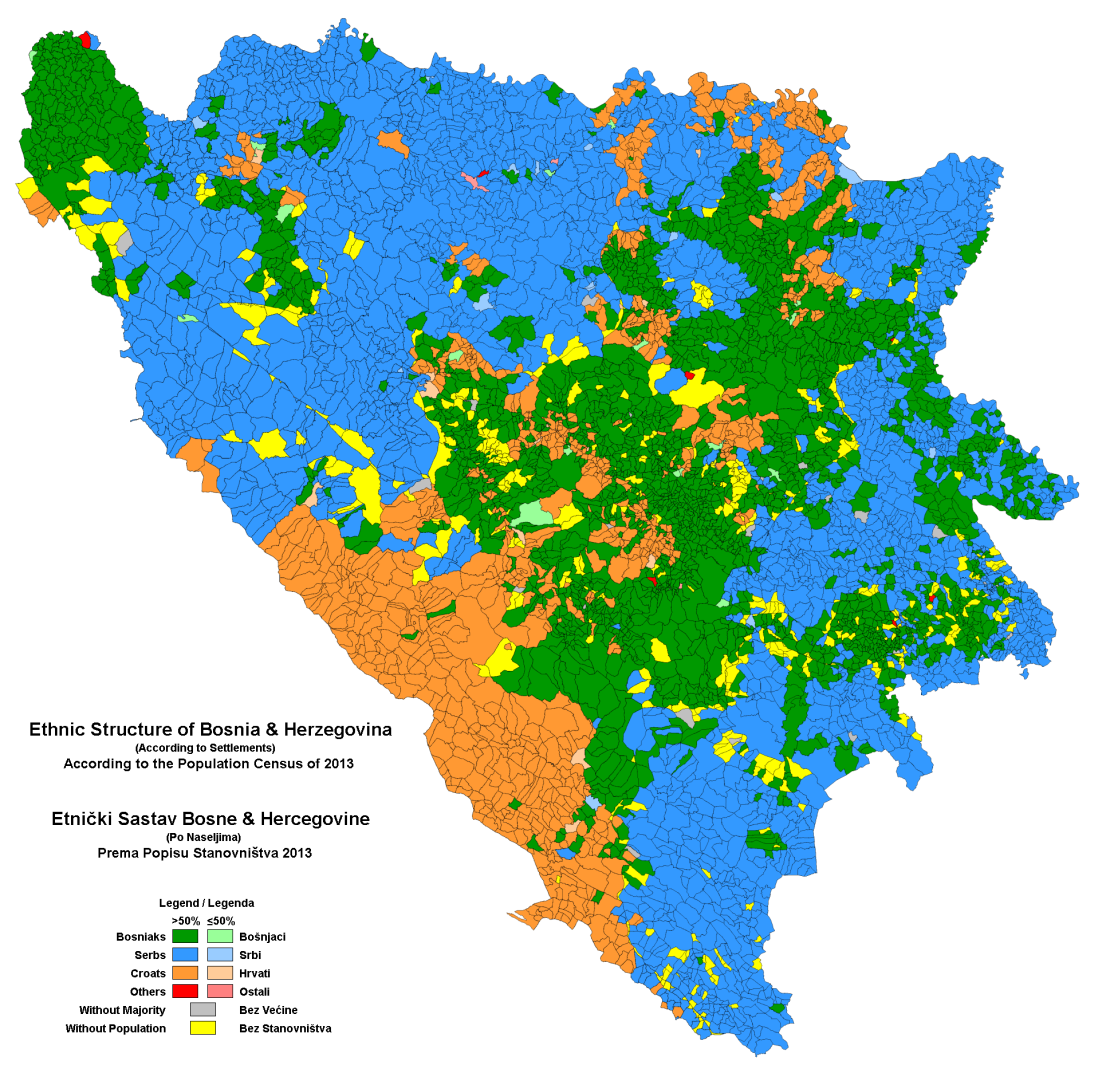
Composição étnica estimada em 2013.
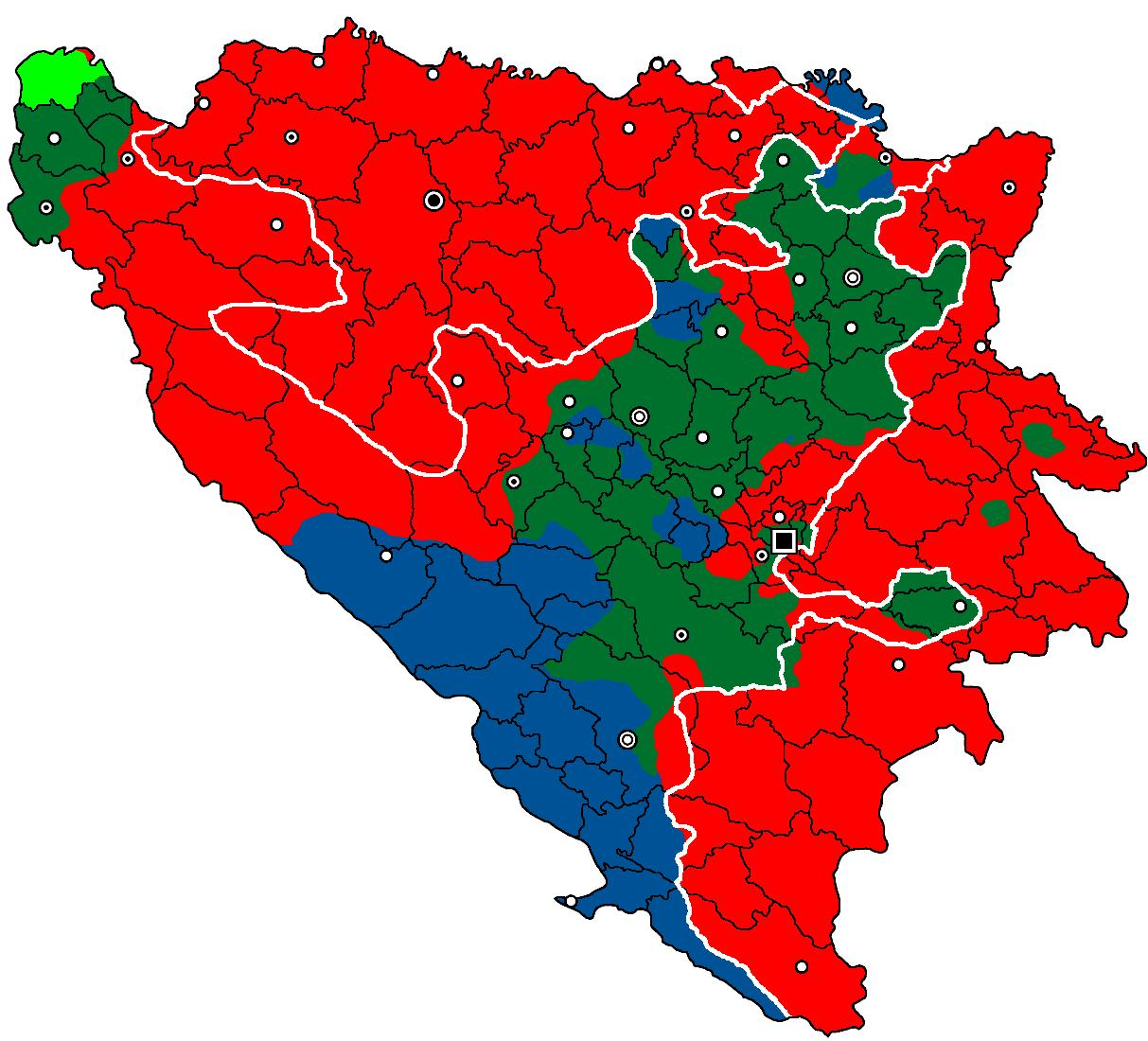
Linhas de frente em 1994, ao finalizar o conflito bósnio-croata e após os Acordos de Washington.
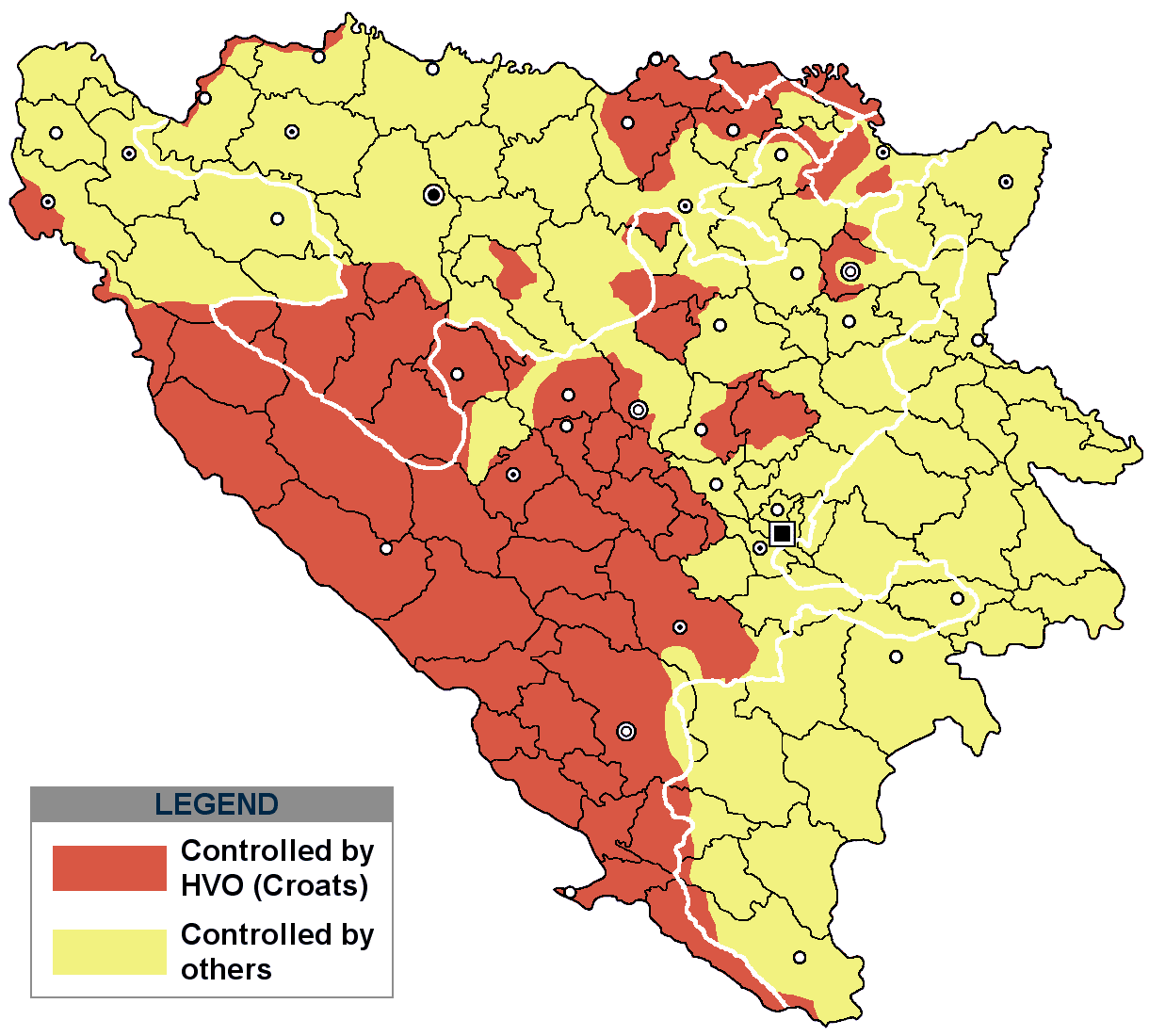
Território máximo controlado pelos croatas durante a guerra.
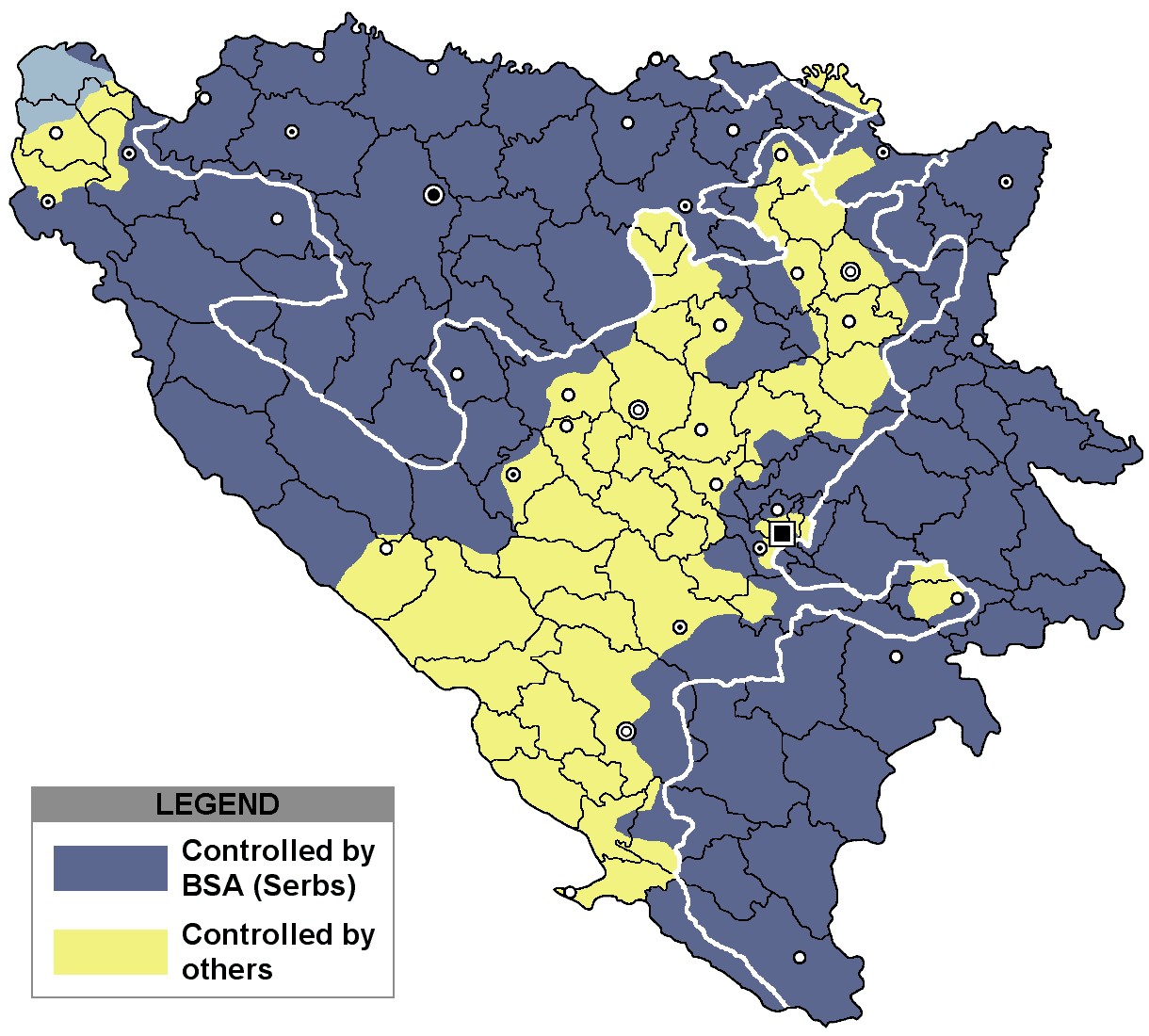
Território máximo controlado pelos sérvios durante a guerra.
Animação do controle de várias repúblicas.